# エカテリーナ・コネワ

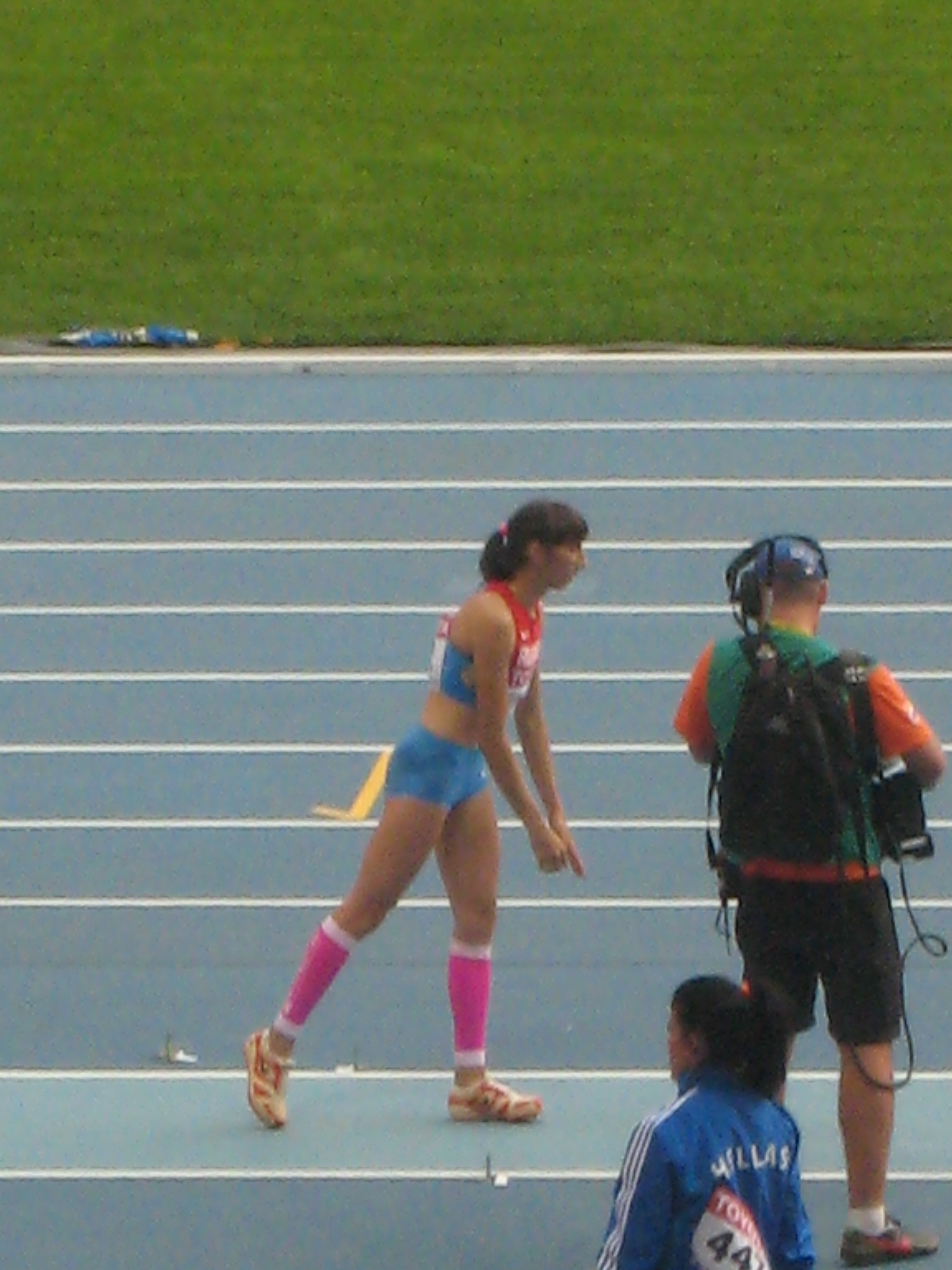
2013年世界陸上競技選手権大会にて

エカテリーナ・コネワ（ロシア語: Екатерина Конева、1988年9月25日 - ）は、三段跳を専門とするロシアの陸上競技選手。ユニバーシアードで2度金メダルを獲得している。2015年1月現在、自己ベストは14m89。

## 経歴
ハバロフスク地方に生まれ、同地で短距離走および走幅跳の選手として競技を始める。2007年2月7日にドーピング検査にて過剰なテストステロンが検出され、2年間の試合出場停止を余儀なくされる。2009年に禁止が解け、100mで11秒76の自己新記録をマークし、200mでは23秒89を出した。2010年に三段跳に転向、ロシアの23歳以下のタイトルを獲得し、23歳以下のスパルタキアードで2位に入賞した。
2011年に自身初の14m超えを達成し、ロシア室内陸上競技選手権大会で室内記録14m18をマークした。ブリャンスクで開かれた試合では、走幅跳で6m70、三段跳で14m46の2つの自己新記録を打ち立てた。ユニバーシアード前のロシア陸上競技選手権大会では3位に入賞、深圳で開かれた2011年夏季ユニバーシアードでは金メダルを獲得した。2012年の序盤に14m60の自己新記録を出し、この記録は2010年の世界10位に入った。同年のロシア室内選手権では3位入賞を果たすも、屋外では活躍できず、ロシア選手権では10位に終わっている。
更なる飛躍は2013年に訪れた。ロシアチーム選手権を14m80の自己新記録で優勝し、ヨーロッパチーム選手権大会出場に名乗りを上げた。この時の記録をカザンで開かれたユニバーシアードで2cm上回り、大会記録を樹立した。ロシア国内で最も権威ある大会の1つであるBrothers Znamensky Memorialでも勝利した。IAAFダイヤモンドリーグを構成する1競技会であるロンドングランプリで14m52を跳び、初優勝を飾った。モスクワで開催された世界選手権では、今季世界最高記録で優勝したカテリーン・イバルグエンに4cmまで迫る14m81をマークし、銀メダルに輝いた。